# Supercoppa dei Paesi Bassi 2003
La Supercoppa dei Paesi Bassi 2003 (ufficialmente Johan Cruijff Schaal VIII) è stata la quattordicesima edizione della Johan Cruijff Schaal.
Si è svolta il 10 agosto 2003 all'Amsterdam ArenA tra il PSV Eindhoven, vincitore della Eredivisie 2002-2003, e l'Utrecht, vincitore della KNVB beker 2002-2003.
A conquistare il titolo è stato il PSV Eindhoven che ha vinto per 3-1 con reti di Arjen Robben, Mark van Bommel e Mateja Kežman.

## Partecipanti
| Squadre | Qualificazione                       | Partecipazioni precedenti (il grassetto indica la vittoria) |
| ------- | ------------------------------------ | ----------------------------------------------------------- |
| PSV     | Vincitore della Eredivisie 2002-2003 | 8 (1991, 1992, 1996, 1997, 1998, 2000, 2001, 2002)          |
| Utrecht | Vincitore della KNVB beker 2002-2003 | Nessuna                                                     |

## Tabellino
| Arbitro: | Haverkort |

|                                      |           |                 |
| Robben 14’ van Bommel 47’ Kežman 88’ | Marcatori | 21’ van de Haar |

| PSV Eindhoven | Utrecht |

### Formazioni
| PSV:          |    |                      |  |     |
|               |    |                      |  |     |
| P             | 23 | Ronald Waterreus     |  |     |
| D             | 30 | Kasper Bøgelund      |  | 46’ |
| D             | 20 | Jürgen Colin         |  |     |
| D             | 29 | Kevin Hofland        |  |     |
| D             | 3  | Lee Young-Pyo        |  |     |
| C             | 6  | Mark van Bommel (c)  |  |     |
| C             | 14 | Johann Vogel         |  | 86’ |
| C             | 7  | Park Ji-sung         |  |     |
| A             | 19 | Dennis Rommedahl     |  | 82’ |
| A             | 11 | Arjen Robben         |  |     |
| A             | 9  | Mateja Kežman        |  |     |
| Sostituzioni: |    |                      |  |     |
| C             | 13 | Remco van der Schaaf |  | 86’ |
| C             | 22 | Jordi Hoogstrate     |  | 82’ |
| C             | 25 | John de Jong         |  | 46’ |
| Allenatore:   |    |                      |  |     |
| Guus Hiddink  |    |                      |  |     |

| Utrecht:      |  |                    |     |     |
|               |  |                    |     |     |
| P             |  | René Ponk          |     |     |
| D             |  | Michael Lamey      | 32’ |     |
| D             |  | Patrick Zwaanswijk |     |     |
| D             |  | Joost Broerse      |     |     |
| D             |  | Sander Keller      |     | 81’ |
| D             |  | Bas van den Brink  | 55’ |     |
| C             |  | Jordy Zuidam       |     | 76’ |
| C             |  | Pascal Bosschaart  |     |     |
| C             |  | Stefaan Tanghe     |     |     |
| A             |  | Hans van de Haar   |     | 87’ |
| A             |  | Donny de Groot     |     |     |
| Sostituzioni: |  |                    |     |     |
| C             |  | Richal Leitoe      |     | 81’ |
| A             |  | Sandro Calabro     |     | 87’ |
| A             |  | Abdelhali Chaiat   |     | 76’ |
| Allenatore:   |  |                    |     |     |
| Foeke Booy    |  |                    |     |     |